# Gerard De Geer (född 1947)
Gerard De Geer, född 1947, är en svensk affärsman.
Gerard De Geer är son till ambassadör Carl De Geer och kusin till konstnären Carl Johan De Geer.
Han utbildade sig till civilekonom och studerade även filosofi och konsthistoria vid Paris universitet. 
Gerard De Geer är grundare och före detta ordförande i Brunswick Investments Ltd. Efter arbete i finansbranschen i London kontaktades han 1991 av Rysslands nye privatiseringsminister Anatolij Tjubajs som behövde någon som förstod internationella affärer. Efter 18 månader som rådgivare åt Tjubajs fick Gerard De Geer i augusti 1993 tillstånd att starta investmentbanken Brunswick Ltd. Många västerländska kunder bad om hjälp att köpa ryska företag, när över 100.000 ryska företag privatiserades på bara ett par år. Brunswicks växte i takt med den exploderande aktiemarknaden. Brunswick fick Euromoneys pris som Rysslands bästa investmentbank. År 1997  köpte UBS, Schweiz största bank, 50 procent av Brunswick Ltd och har sedan köpt hela aktiestocken.
Han är gift med Eva De Geer.

## Konst
Gerard De Geer och hans hustru Eva har byggt upp en stor samling av internationell samtidskonst och har grundat och ägde konsthallen Jarla Partilager i Stockholm (2006-2011) och Berlin (2009-2016). I mars 2013 donerade paret nio konstverk av bland andra Isa Genzken, Thomas Schütte, Olafur Eliasson och Mirosław Balka till Moderna Museet.